# NGC 6133
NGC 6133 — тройная звезда в созвездии Дракон.
Этот объект входит в число перечисленных в оригинальной редакции «Нового общего каталога».